# Fort Rice
Fort Rice est un ancien poste militaire de la US Army établi en 1864 dans le territoire du Dakota et destiné à protéger les voies de transport dans le nord des Grandes Plaines des attaques des Amérindiens. Il est nommé en l'honneur du brigadier général James Clay Rice (en).
La construction du fort débute le 7 juillet 1864 sous le commandement du brigadier général Alfred Sully et sert de base pour des expéditions militaires menées par Sully contre les Sioux en 1864 et 1865, puis lors des expéditions de la Yellowstone entre 1871 et 1873 et lors de l'expédition des Black Hills en 1874. Le fort est abandonné le 25 novembre 1878 après l'établissement de Fort Yates.